# James Harper
James Alan John Harper (Chelmsford, 9 novembre 1980) è un calciatore inglese, centrocampista svincolato.

## Palmarès

### Club

#### Competizioni nazionali
- Campionato inglese di seconda divisione: 1

Reading: 2005-2006
- Football League One: 1

Doncaster: 2012-2013